# Девојка крај прозора
Девојка крај прозора је чувена слика шпанског уметника Салвадора Далија, насликана 1925. године. Чува се у Мадриду, у музеју Краљица Софија .
Слика припада Далијевој формативној фази, када је уметнику било двадесет година, а када надреализам још није имао значајан утицај на његово дело.

## Опис
Представља уметникову сестру, Ана Марију, са седамнаест година, наслоњену на прозор, окренуту леђима, у кући за одмор коју је породица посетила у граду Кадакес на обали мора. Ово дело је велике хроматске једнообразности и једноставности у композицији, где нас девојка уводи у пејзаж који посматра.
Приметне су диспропорције на девојци као што су њена стопала, која су врло мала. Далијева сестра појављује се и на другим савременим и каснијим сликама, јер је била њеов модел све док није упознао Галу 1929. године. Слика је била на ауторовој првој изложби у галерији Далмау у Барселони, у новембру 1925.